# Breslaus sexdagars
Breslaus sexdagars var ett tyskt sexdagarslopp i bancykling som avhölls vid åtta tillfällen från 1920 till 1931.

## Podieplaceringar
| Säsong              | Vinnare                           | Tvåa                               | Trea                                 |
| 1920/1921 dec./jan. | Willy Lorenz Eugen Stabe          | Karl Saldow Willy Techmer          | Hermann Packebusch Arthur Stellbrink |
| 1921/1922 1922/1923 | ej avhållet                       | ej avhållet                        | ej avhållet                          |
| 1923/1924 feb.      | Willy Lorenz Franz Krupkat        | Giuseppe Oliveri Alessandro Tonani | Richard Golle Eugen Stabe            |
| 1924/1925           | ej avhållet                       | ej avhållet                        | ej avhållet                          |
| 1925/1926 feb.      | Ernst Feja Piet van Kempen        | Aloïs Persyn Jules Verschelden     | Fritz Knappe Willy Rieger            |
| 1926/1927 feb.      | Charles Lacquehay Georges Wambst  | Paul Kroll Werner Miethe           | Fritz Bauer Oskar Tietz              |
| 1927/1928 feb.      | Costante Girardengo Willy Rieger  | Charles Lacquehay Georges Wambst   | Lothar Ehmer Georg Kroschel          |
| 1928/1929 feb.      | Emil Richli Willy Rieger          | Lothar Ehmer Georg Kroschel        | Fritz Knappe Werner Miethe           |
| 1929/1930 feb.      | Paul Buschenhagen Piet van Kempen | Erich Junge Jan Pijnenburg         | Karl Göbel Willy Rieger              |
| 1930/1931 feb./mar. | Willy Rieger Piet van Kempen      | Adolf Schön Jan Pijnenburg         | Fritz Preuss Paul Resiger            |